# Piotr Walenty Wróblewski
Piotr Walenty Wróblewski (* 7. Januar 1843; † 26. Oktober 1909) war ein polnischer Veteran des Januaraufstandes, patriotischer Aktivist und Offizier.

## Biografie
Piotr Wróblewski wurde in eine wohlhabende Familie mit dem Wappen Ślepowron hineingeboren. Er kam 1843 als Sohn von Józef Onufry Wróblewski und Enkel des Vilniuser Arztes Franciszek Wróblewski zur Welt. Schon in jungen Jahren engagierte er sich in der patriotischen Bewegung und nahm aktiv am Januaraufstand teil – dem Kampf um die Unabhängigkeit Polens gegen die Besatzungsmächte.
Nach der Niederschlagung des Aufstands und der Niederlage der polnischen Armee entschied sich Wróblewski, der Unterdrückung durch die Behörden des Russischen Kaiserreichs zu entgehen, und ging ins Exil ins Sieradzer Land. Trotz der Schwierigkeiten und Herausforderungen, die das Exil mit sich brachte, schwand seine Zuneigung zu seiner Heimat und sein Streben nach Polens Unabhängigkeit nicht. Über den Großteil seines Lebens hinweg setzte er sich aktiv für die polnische Sache ein, zeigte eine patriotische Haltung und bemühte sich, die polnische nationale Identität für zukünftige Generationen zu bewahren.
Im Jahr 1876 heiratete Piotr Wróblewski Wanda Guttry (1851–1928). Ihre Ehe dauerte bis zum Tod von Wróblewski an. Zusammen hatten sie acht Kinder: Jan, Franciszek, Maksymilian, Aleksander, Marianna, Bronisława, Antonina und Florentyna.
Piotr Wróblewski verstarb am 26. Oktober 1909 in Zduńska Wola. Sein Tod war ein großer Verlust für die örtliche polnische Gemeinschaft und die Unabhängigkeitsaktivisten. Er wurde auf dem örtlichen katholischen Friedhof beigesetzt, und sein Grab ist zu einem wichtigen Symbol des Kampfes für die Unabhängigkeit Polens geworden.